# チャールズ・ストートン (第15代ストートン男爵)
第15代ストートン男爵チャールズ・ストートン（英語: Charles Stourton, 15th Baron Stourton、1702年3月2日 – 1753年3月11日）は、イングランド貴族。

## 生涯
チャールズ・ストートン（1739年9月10日没、第12代ストートン男爵ウィリアム・ストートンの息子）とキャサリン・フランプトン（Katharine Framption、リチャード・フランプトンの娘）の息子として、1702年3月2日に生まれた。
1733年4月2日、キャサリン・ウォームズリー（1697年1月4日 – 1785年1月31日、バーソロミュー・ウォームズリーの娘）と結婚した。
1744年3月24日に伯父トマスが死去すると、ストートン男爵の爵位を継承した。しかし、カトリックだったため貴族院議員にはなれなかったという。
1753年3月11日に死去、チームで埋葬された。弟ウィリアムが爵位を継承した。